# العلاقات السنغالية التشيلية
العلاقات السنغالية التشيلية هي العلاقات الثنائية التي تجمع بين السنغال وتشيلي.

## مقارنة بين البلدين
هذه مقارنة عامة ومرجعية للدولتين:
| وجه المقارنة                                              | السنغال                                              | تشيلي                         |
| --------------------------------------------------------- | ---------------------------------------------------- | ----------------------------- |
| المساحة (كم2)                                             | 196.72 ألف                                           | 756.10 ألف                    |
| عدد السكان (نسمة)                                         | 15.85 مليون                                          | 17.37 مليون                   |
| الكثافة السكانية (ن./كم²)                                 | 80.57                                                | 22.97                         |
| العاصمة                                                   | داكار                                                | سانتياغو                      |
| اللغة الرسمية                                             | لغة فرنسية، اللغة الولوفية، باديارا ‏، اللغة البلنتية | اللغة الإسبانية               |
| العملة                                                    | فرنك غرب أفريقي                                      | بيزو تشيلي، وحدة حساب تشيلية ‏ |
| الناتج المحلي الإجمالي (بليون دولار)                      | 16.37 مليار                                          | 277.08 مليار                  |
| الناتج المحلي الإجمالي (تعادل القوة الشرائية) بليون دولار | 36.62 مليار                                          | 419.39 مليار                  |
| الناتج المحلي الإجمالي الاسمي للفرد دولار أمريكي          | 899                                                  | 13.42 ألف                     |
| الناتج المحلي الإجمالي للفرد دولار أمريكي                 | 2.33 ألف                                             | 22.07 ألف                     |
| مؤشر التنمية البشرية                                      | 0.466                                                | 0.832                         |
| رمز المكالمات الدولي                                      | +221                                                 | +56                           |
| رمز الإنترنت                                              | .sn                                                  | .cl                           |
| المنطقة الزمنية                                           | 00                                                   | 00، 00، 00، 00                |

## منظمات دولية مشتركة
يشترك البلدان في عضوية مجموعة من المنظمات الدولية، منها:
| علم المنظمة | اسم المنظمة                               | تاريخ انضمام السنغال | تاريخ انضمام تشيلي |
| ----------- | ----------------------------------------- | -------------------- | ------------------ |
|             | وكالة ضمان الاستثمار متعدد الأطراف        | 12 أبريل 1988        | 12 أبريل 1988      |
|             | منظمة الشرطة الجنائية الدولية             | ?                    | ?                  |
|             | منظمة حظر الأسلحة الكيميائية              | ?                    | ?                  |
|             | منظمة التجارة العالمية                    | ?                    | ?                  |
|             | الفريق المعني برصد الأرض                  | ?                    | ?                  |
|             | الأمم المتحدة                             | 28 سبتمبر 1960       | 24 أكتوبر 1945     |
|             | مؤسسة التمويل الدولية                     | 31 أغسطس 1962        | 15 أبريل 1957      |
|             | يونسكو                                    | 10 نوفمبر 1960       | 7 يوليو 1953       |
|             | مؤسسة التنمية الدولية                     | 31 أغسطس 1962        | 30 ديسمبر 1960     |
|             | البنك الدولي للإنشاء والتعمير             | 31 أغسطس 1962        | 31 ديسمبر 1945     |
|             | المركز الدولي لتسوية المنازعات الاستشارية | 21 مايو 1967         | 24 أكتوبر 1991     |
|             | الاتحاد البريدي العالمي                   | ?                    | ?                  |
|             | الاتحاد الدولي للاتصالات                  | 15 نوفمبر 1960       | 1908               |

## وصلات خارجية
- موقع وزارة الخارجية السنغالية
- موقع وزارة الخارجية التشيلية